# Diócesis de Faenza-Modigliana
La diócesis de Faenza-Modigliana (en latín: Dioecesis Faventina-Mutilensis y en italiano: Diocesi di Faenza-Modigliana) es una circunscripción eclesiástica de la Iglesia católica en Italia. Se trata de una diócesis latina, sufragánea de la arquidiócesis de Bolonia. Desde el 19 de enero de 2015 su obispo es Mario Toso, de la Pía Sociedad de San Francisco de Sales.

## Territorio y organización

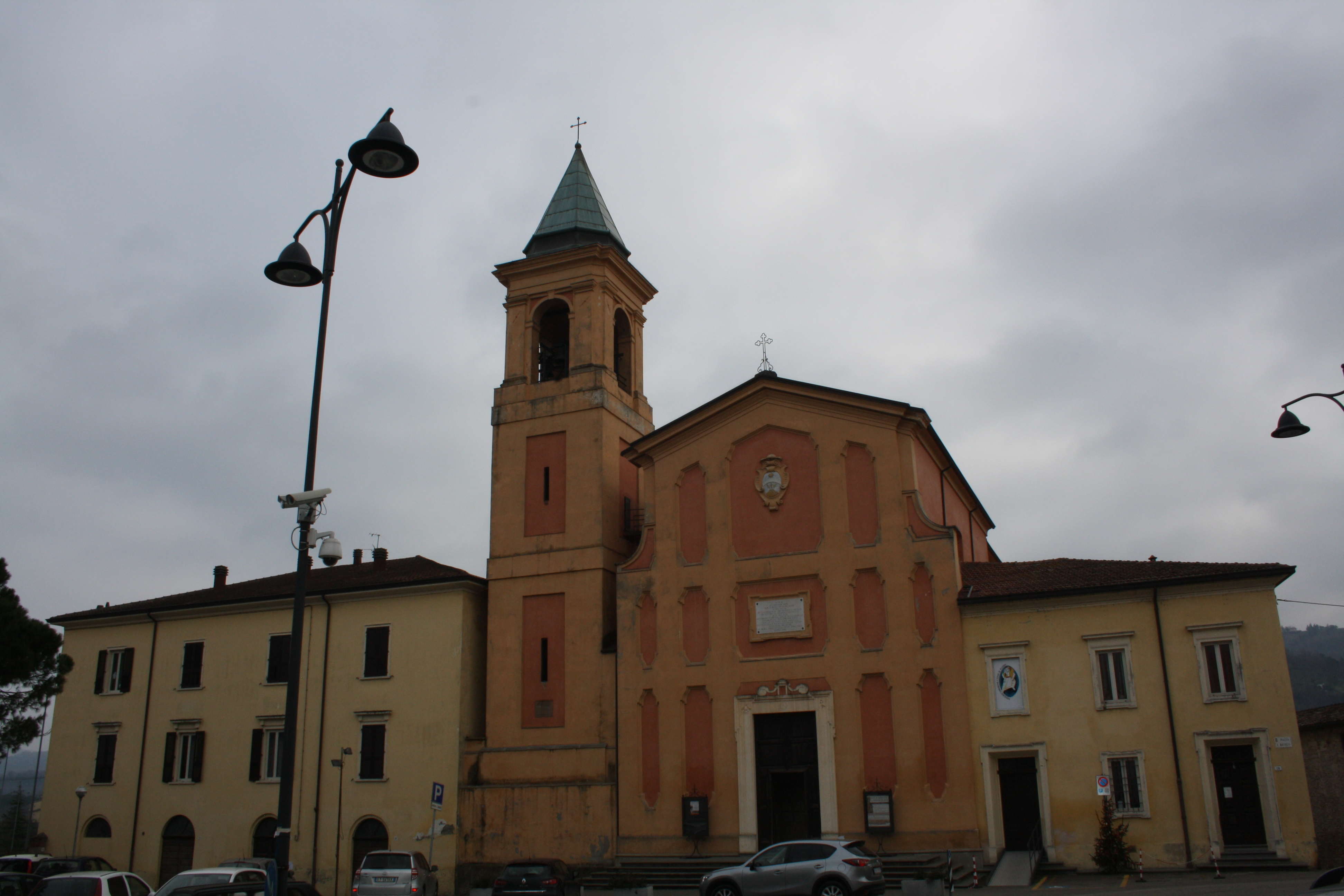
Concatedral de San Esteban, en Modigliana

La diócesis tiene 1044 km² y extiende su jurisdicción sobre los fieles católicos de rito latino residentes en la comuna de Marradi (de la ciudad metropolitana de Florencia, en la región de Toscana); y en parte de la región de Emilia-Romaña, comprendiendo comunas de:
- la provincia de Ravena: Alfonsine, Ravena, Fusignano, Sant'Agata sul Santerno (en parte), Bagnacavallo, Lugo (en parte), Russi (en parte), Cotignola (en parte), Solarolo, Faenza, Castel Bolognese (en parte), Brisighella, Riolo Terme (en parte) y Casola Valsenio (en parte);
- la provincia de Forlì-Cesena: Modigliana y Tredozio.

Parte de las comunas de Sant'Agata sul Santerno y Lugo forman un enclave dentro de la diócesis de Imola, conservado por razones históricas. La diócesis está rodeada por la arquidiócesis de Ravena-Cervia (al norte y al este), por la diócesis de Forlì-Bertinoro (al este), por la arquidiócesis de Florencia (al sur) y por la diócesis de Imola (al oeste).

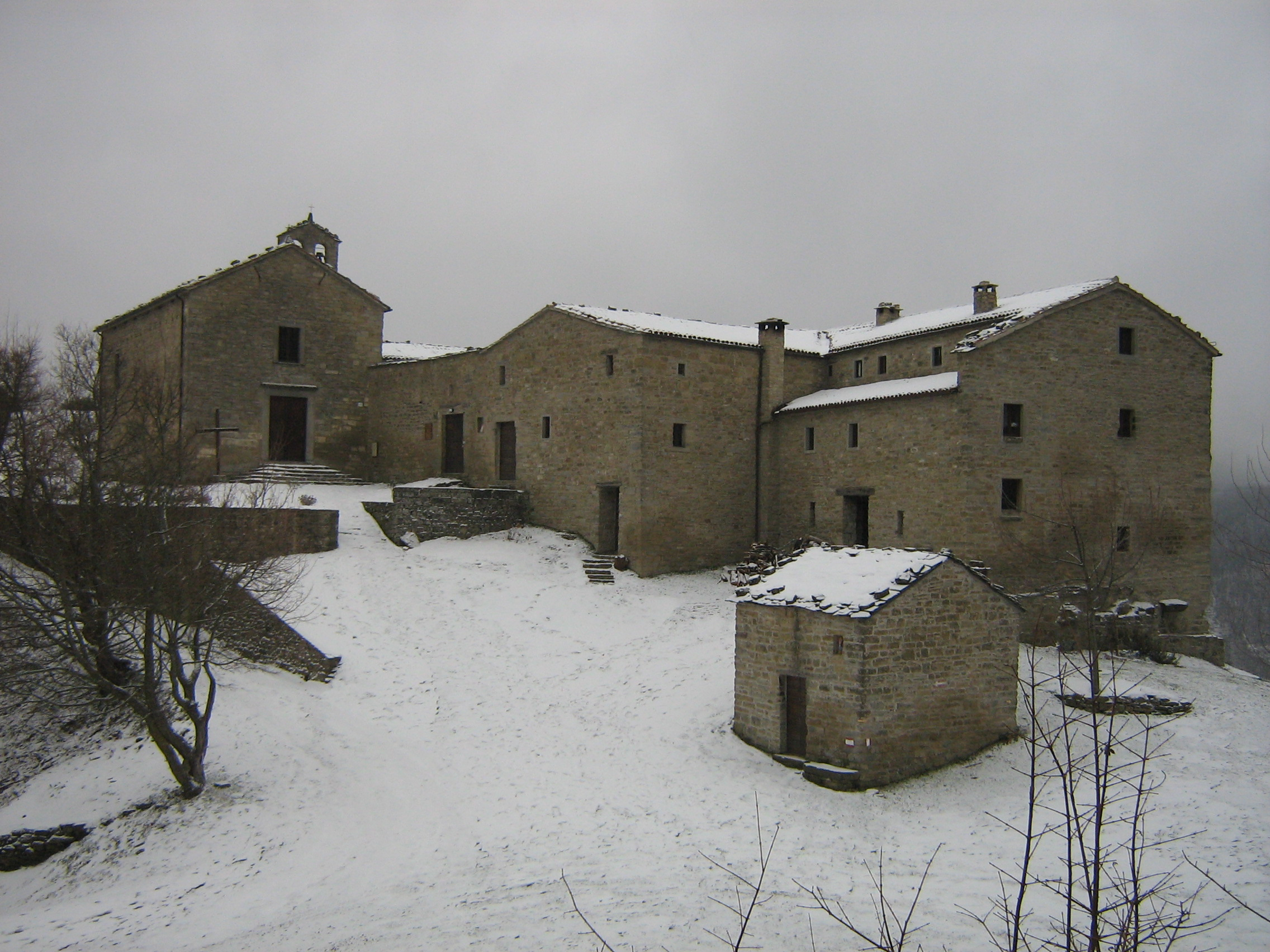
Ermita de Gamogna

La sede de la diócesis se encuentra en la ciudad de Faenza, en donde se halla la Catedral de San Pedro Apóstol. En Modigliana se halla la Concatedral de San Esteban. El seminario diocesano fue construido en los años 1950 (una parte del seminario, la "Casa Padre Daniele", lleva el nombre del siervo de Dios padre Daniele Badiali, asesinado en 1997 durante una misión en Perú). La ermita de Gamogna fue construida por san Pier Damiani en 1053 sobre la cresta de los Apeninos.
En 2023 en la diócesis existían 86 parroquias. Por decreto del 8 de abril de 2007 fueron agrupadas en 18 unidades pastorales, a su vez agrupadas en 5 vicariatos foráneos.

## Historia

### Sede en Faenza
Los documentos históricos atestiguan la presencia del obispo Constantius en Faventia durante el sínodo romano del año 313: es la fecha más antigua a la que se remonta la diócesis de Faenza, aunque es legítimo pensar que el cristianismo se organizó en la diócesis ya en el siglo III. En el mismo sínodo romano se cita a Sanctus Sabinus como predecesor de Constantius. Desde el siglo XVI este Sabino ha sido identificado con Sabino de Spoleto, pero sin ningún fundamento.
Sufragánea de la arquidiócesis de Milán durante el siglo IV (hay una carta de san Ambrosio dirigida a un obispo de Faenza), la diócesis pasó luego a la provincia eclesiástica de Ravena, tras lo cual se convirtió en capital del Imperio romano en 402.
Liutprando conquistó y destruyó la ciudad de Faenza en 740, pero luego supervisó su reconstrucción, ampliando también el área de influencia de la diócesis casi hasta las puertas de Ravena. Hacia el año 743 el rey lombardo, bajo presión del papa Zacarías, donó al obispo de Faenza las iglesias parroquiales de San Pietro in Sylvis (cerca de Bagnacavallo), San Giovanni in Lyba (cerca de Fusignano), Santo Stefano in Barbiano y Sant'Agata (hoy Sant'Agata sul Santerno). Excepto Barbiano, siguen formando parte de la diócesis.
En el año 743 el título de catedral fue transferido de la iglesia de Santa Maria foris portam a un edificio ubicado dentro de las murallas de la ciudad, en el mismo lugar donde se ubica la actual catedral. Tenía fachada orientada al este y estaba dividida en tres naves. Durante la Edad Media la catedral sufrió repetidos incendios debido al uso de madera como material de construcción. Las llamas estallaron en 1045, 1132, 1151 y 1160, hasta que al año siguiente se decidió dotar al edificio de un tejado de tejas.
En un año no especificado después de 1099, el papa Pascual II, que conocía bien el territorio por haber nacido en los Apeninos de Forlì, eliminó Faenza de la jurisdicción metropolitana de Ravena, a la que fue devuelta el 7 de agosto de 1119 por el papa Gelasio II.
Para dar testimonio de la importancia de la diócesis durante la Edad Media, en una bula de 1143 del papa Celestino II se mencionan 22 parroquias pertenecientes a su territorio: muchas de ellas tenían también su propio capítulo de canónigos; en 1301 se enumeraron 22 parroquias, 315 parroquias, 12 monasterios. La historia de la diócesis siguió de cerca la de la ciudad de Faenza. Vio el florecimiento de la vida religiosa con la difusión masiva de las órdenes mendicantes a partir del siglo XIII (los franciscanos estuvieron presentes desde 1221).
A partir de 1509 pasó a formar parte de los Estados Pontificios. Experimentó entonces una infiltración luterana, hasta el punto de que adquirió fama de ciudad protestante en toda Italia. Hubo numerosas figuras eclesiásticas ilustres: el Caballero del Santo Sepulcro Fra' Sabba da Castiglione; el obispo Annibale Grassi, que fundó el seminario (1576) y consagró la catedral (1581); el cardenal Antonio Pignatelli, que más tarde se convirtió en el papa Inocencio XII. Durante largos períodos, de 1603 a 1726, Faenza fue la sede de los cardenales.
En 1855 el papa Pío IX convirtió la sede de Faenza en sufragánea de la arquidiócesis de Bolonia mediante la bula Vel ab antiquis.
El 7 de octubre de 1972, mediante el decreto Quo aptius, la diócesis se amplió con las parroquias de San Giacomo en Converselle y de Santa María en Ciola, en la comuna de Brisighella, cedidas por la diócesis de Modigliana.
En el momento de la unión definitiva con la diócesis de Modigliana, Faenza incluía 80 parroquias en las comunas de Alfonsine (5), Bagnacavallo (8), Brisighella (10), Casola Valsenio (1), Castel Bolognese (2), Cotignola (2), Faenza (39), Fusignano (4), Lugo (3), Russi (1), Sant'Agata sul Santerno (1), Solarolo (4).

### Sede de Modigliana
A petición de Leopoldo II de Toscana, el 7 de julio de 1850, con la bula Ea quo licet, el papa Pío IX erigió la diócesis de Modigliana, el Castrum Mutilum citado por Tito Livio, con un centenar de parroquias tomadas de las diócesis circundantes y precisamente las sedes de Faenza (48 parroquias), Bertinoro (24 parroquias), Sarsina (17 parroquias) y Forlì (11 parroquias). La nueva diócesis fue nombrada sufragánea de la arquidiócesis de Florencia.
El territorio de la nueva diócesis incluía la llamada Romaña toscana y afectaba la zona montañosa en el límite entre Toscana (provincia de Florencia) y Emilia-Romaña (provincias de Ravena y Forlì): el alto valle del Lamone (el más centro importante es Marradi); el valle de Acerreta (con Lutirano) y Tramazzo (con Modigliana y Tredozio); el alto valle del Montone (con Portico di Romagna, Rocca San Casciano, Dovadola).
El primer obispo fue Mario Melini, de Montalcino, director del seminario de Pienza, que fue nombrado a finales de 1853 y entró en Modigliana el 4 de mayo de 1854. El 11 de noviembre de 1859 Melini inauguró el seminario diocesano, que también funcionaba como colegio de varones.
El 25 de marzo de 1908, en virtud del decreto Anno millesimo de la Congregación Consistorial, la diócesis de Modigliana devolvió a la de Sarsina las parroquias que le habían sido asignadas en 1850, con ocasión de la erección de la sede de Modigliano.
El territorio fue modificado el 7 de octubre de 1972, de conformidad con el decreto Quo aptius de la Congregación para los Obispos. La diócesis de Modigliana cedió a la diócesis de Faenza las parroquias de San Giacomo en Converselle y Santa María en Ciola, en la comuna de Brisighella, y a la diócesis de Forlì las comunas de Castrocaro Terme y Terra del Sole, Dovadola, Portico di Romagna, Rocca San Casciano, San Benedetto in Alpe, el vicariato de Premilcuore-Fantella, las parroquias de Santa María en Cuzzano y San Biagio en Sarturano, ambas en la comuna de Tredozio, la parroquia de San Pietro en Senzano y parte del territorio de la parroquia de Santa María en Limisano, en la comuna de Modigliana.
El 8 de septiembre de 1973, mediante el decreto Concilii Oecumenici, la diócesis de Modigliana pasó de la provincia eclesiástica de Florencia a la de Bolonia.
La unión definitiva con la diócesis de Faenza fue motivo de revisión de las parroquias diocesanas que quedaron reducidas a 9, de las cuales 5 en la comuna de Marradi en Toscana, 2 en la comuna de Modigliana y una en la de Tredozio.

### Sedes unidas
El 5 de junio de 1976 Marino Bergonzini fue nombrado obispo de Modigliana y coadjutor de Faenza; el 31 de agosto de 1976, tras la dimisión del obispo de Faenza, Giuseppe Battaglia, sucedió en esta última sede; las diócesis quedaron así unidas in persona episcopi, restableciendo la unión que ya existía en la primera parte del siglo XX, durante el episcopado de Ruggero Bovelli (en los años 1924-1929).
El 30 de septiembre de 1986, en virtud del decreto Instantibus votis de la Congregación para los Obispos, se estableció la unión plena de las dos diócesis y el nuevo distrito eclesiástico, que conservaba el mismo territorio que las dos sedes anteriores, tomó su nombre actual.

## Estadísticas
Según el Anuario Pontificio 2024 la diócesis tenía a fines de 2023 un total de 130 800 fieles bautizados.
En las siguientes estadísticas, los datos relativos a la diócesis de Faenza y los relativos a la diócesis de Modigliana no se pueden sumar ni comparar con los datos relativos a la diócesis de Faenza-Modigliana; En la operación de fusión, de hecho, una parte del territorio, parroquias y sacerdotes de la diócesis de Modigliana se fusionaron en la diócesis de Forlì-Bertinoro.
| Año                                                                             | Población            | Población | Población      | Sacerdotes | Sacerdotes    | Sacerdotes    | Bautizados por sacerdote | Diáconos permanentes | Religiosos | Religiosos | Parroquias |
| Año                                                                             | Bautizados católicos | Total     | % de católicos | Total      | Clero secular | Clero regular | Bautizados por sacerdote | Diáconos permanentes | Varones    | Mujeres    | Parroquias |
| ------------------------------------------------------------------------------- | -------------------- | --------- | -------------- | ---------- | ------------- | ------------- | ------------------------ | -------------------- | ---------- | ---------- | ---------- |
| Diócesis de Faenza                                                              |                      |           |                |            |               |               |                          |                      |            |            |            |
| 1908                                                                            | ?                    | 103 962   | ?              | 360        | 347           | 13            | ?                        |                      |            |            | 114        |
| 1950                                                                            | 124 000              | 125 000   | 99.2           | 280        | 231           | 49            | 442                      |                      | 69         | 448        | 118        |
| 1970                                                                            | 127 000              | 128 000   | 99.2           | 231        | 176           | 55            | 549                      |                      | 62         | 450        | 123        |
| 1980                                                                            | 132 500              | 135 000   | 98.1           | 190        | 158           | 32            | 697                      |                      | 37         | 320        | 124        |
| Diócesis de Modigliana                                                          |                      |           |                |            |               |               |                          |                      |            |            |            |
| 1950                                                                            | 41 227               | 41 260    | 99.9           | 103        | 92            | 11            | 400                      |                      | 14         | 146        | 83         |
| 1969                                                                            | 23 462               | 23 531    | 99.7           | 71         | 67            | 4             | 330                      |                      | 4          | 113        | 70         |
| 1980                                                                            | 10 430               | 10 500    | 99.3           | 22         | 22            |               | 474                      |                      |            | 48         | 41         |
| Diócesis de Faenza-Modigliana                                                   |                      |           |                |            |               |               |                          |                      |            |            |            |
| 1990                                                                            | 119 610              | 123 275   | 97.0           | 190        | 163           | 27            | 629                      |                      | 34         | 251        | 89         |
| 1999                                                                            | 118 600              | 122 018   | 97.2           | 166        | 141           | 25            | 714                      |                      | 34         | 249        | 89         |
| 2000                                                                            | 116 127              | 120 207   | 96.6           | 153        | 132           | 21            | 759                      |                      | 30         | 214        | 89         |
| 2001                                                                            | 116 000              | 121 000   | 95.9           | 146        | 127           | 19            | 794                      | 2                    | 25         | 197        | 89         |
| 2002                                                                            | 116 000              | 121 000   | 95.9           | 142        | 124           | 18            | 816                      | 2                    | 25         | 174        | 89         |
| 2003                                                                            | 116 000              | 121 000   | 95.9           | 134        | 127           | 7             | 865                      | 3                    | 12         | 207        | 88         |
| 2004                                                                            | 116 000              | 121 000   | 95.9           | 128        | 121           | 7             | 906                      | 3                    | 12         | 205        | 88         |
| 2006                                                                            | 113 000              | 126 034   | 89.7           | 118        | 111           | 7             | 957                      | 5                    | 12         | 223        | 88         |
| 2013                                                                            | 132 259              | 140 821   | 93.9           | 92         | 82            | 10            | 1437                     | 11                   | 14         | 141        | 88         |
| 2016                                                                            | 134 652              | 143 400   | 93.9           | 74         | 65            | 9             | 1819                     | 14                   | 12         | 132        | 88         |
| 2019                                                                            | 132 900              | 141 500   | 93.9           | 71         | 62            | 9             | 1871                     | 15                   | 10         | 123        | 87         |
| 2021                                                                            | 131 730              | 140 270   | 93.9           | 66         | 57            | 9             | 1995                     | 15                   | 10         | 113        | 86         |
| 2023                                                                            | 130 800              | 139 200   | 94.0           | 66         | 57            | 9             | 1981                     | 15                   | 10         | 113        | 86         |
| Fuente: Catholic-Hierarchy, que a su vez toma los datos del Anuario Pontificio. |                      |           |                |            |               |               |                          |                      |            |            |            |

## Episcopologio

### Obispos de Faenza
- Costantino o Costanzo † (mencionado en 313)
- Costanzo II? † (mencionado en 379 circa)
- Egidio? † (mencionado en 454)
- Giusto? † (mencionado en 465)[nota 1]
- Leonzio † (mencionado en 649)
- Vitale I † (mencionado en 680)
- Giovanni † (mencionado en 769)
- Deusdedit † (fines del siglo VIII / inicios del siglo IX)[nota 2]
- Leone I † (mencionado en 826)
- Romano I † (antes de 858-después de 861)
- Romano II † (mencionado en 898)
- Paolo † (mencionado en 920)
- Gerardo † (antes de 955-después del 973)[20]
- Ildebrando † (antes de 998-después del 1022)[20]
- Eutichio † (antes de marzo de 1032-después de enero de 1056)[21]
- Pietro I † (antes de diciembre de 1056-después del 6 de mayo de 1063)[20]
- Ugo † (mencionado el 21 de junio de 1063)[20]
- P. † (?-circa 1065/1067 falleció)[20]
- Leone II † (mencionado en 1076)[20]
- Ugo II † (mencionado en 1084)[20]
- Roberto † (antes de marzo de 1086-después de enero de 1104)[20]
- Cono † (1104-?)[20]
- Pietro II † (antes de agosto de 1116-1118 falleció)[20]
- Giacomo † (1118-después del 1130)[20]
- Ramberto † (antes de 1141-1168 falleció)
- Giovanni II † (antes de 1177-1190 falleció)
- Bernardo Balbi † (1192-8 de agosto de 1198 nombrado obispo de Pavía)
- Teodorico Frasconi † (antes de 1202-15 de julio de 1205 falleció)
- Ubaldo † (10 de agosto de 1205-21 de diciembre de 1208 nombrado arzobispo de Ravena)
- Orlando † (10 de agosto de 1210-21 de agosto de 1221 falleció)
- Alberto da Modena † (10 de noviembre de 1221-después del 13 de junio de 1239 falleció)
- Giacomo II † (circa 1241-?)
- Giuliano † (antes del 8 de junio de 1242-1249)
- Gualtiero Poggi, O.S.A. † (1251-circa 1257 falleció)
- Giacomo Petrella † (1258-27 de diciembre de 1273 falleció)
- Teodorico, O.P. † (1 de marzo de 1274-circa 1276 o 1278 falleció)
- Arpinello † (circa 22 de marzo de 1278-1279 o 1280 falleció)
- Viviano † (25 de enero de 1282-7 de agosto de 1287 falleció)
- Lottieri Della Tosa † (1 de octubre de 1287-1302? nombrado obispo de Florencia)
- Matteo Eschini, O.S.A. † (20 de enero de 1302-mayo de 1311 falleció)
- Ugolino, O.F.M.Conv. † (21 de junio de 1311-junio de 1336 falleció)
- Giovanni da Brusata, C.R.S.A. † (6 de mayo de 1337-antes del 13 de agosto de 1342 falleció)
- Etienne Bénier[nota 3] † (24 de enero de 1343-circa 1378 falleció)
- Francesco Uguccione † (1378-1383 nombrado arzobispo de Benevento)
  - Lupo † (circa 1378-28 de junio de 1390 nombrado obispo de Lugo) (antiobispo)
- Angelo Ricasoli † (9 de febrero de 1383-5 de agosto de 1391 nombrado obispo de Arezzo)
- Orso da Gubbio, O.S.B. † (12 de julio de 1391-1402)
- Niccolò Ubertini † (26 de junio de 1402-15 de junio de 1406 depuesto)
- Pietro da Pago, O.F.M. † (10 de julio de 1406-19 de octubre de 1411 nombrado arzobispo de Spalato)
- Silvestro Della Casa † (4 de junio de 1412-1428 falleció)
- Giovanni da Faenza, O.F.M.Conv. † (5 de noviembre de 1428-1438 falleció)
- Francesco Zanelli (o Zannoni), O.S.M. † (6 de diciembre de 1438-1454 falleció)
- Giovanni Terma, O.S.M. † (18 de julio de 1455-20 de diciembre de 1457 falleció)
- Alessandro Stampetti † (23 de febrero de 1458-febrero de 1463 falleció)
- Bartolomeo Gandolfi † (10 de abril de 1463-4 de julio de 1471 falleció)
- Federico Manfredi † (4 de septiembre de 1471-28 de septiembre de 1478 falleció)
- Battista de' Canonici, O.S.B. † (5 de octubre de 1478-5 de abril de 1510 falleció)
  - Rodolfo Missiroli † (1478-?) (antiobispo)
- Giacomo Pasi † (8 de abril de 1510-19 de julio de 1528 falleció)
- Pietro Andrea Gambari † (7 de agosto de 1528-agosto o septiembre de 1528 falleció)
- Rodolfo Pio † (13 de noviembre de 1528-1544 renunció)
- Teodoro Pio † (10 de octubre de 1544-noviembre de 1561 falleció)
- Giovanni Battista Sighicelli † (18 de marzo de 1562-12 de julio de 1575 falleció)
- Annibale Grassi (23 de julio de 1575-1585 renunció)
- Gian Antonio Grassi † (18 de marzo de 1585-30 de julio de 1602 falleció)
- Giovanni Francesco Biandrate di San Giorgio Aldobrandini † (16 de abril de 1603-16 de julio de 1605 falleció)
- Erminio Valenti † (3 de agosto de 1605-22 de agosto de 1618 falleció)
  - Ilario Mortani di Santa Sofia, O.S.B.Vall. † (1618-1618 falleció) (obispo electo)
- Giulio Monterenzi † (1 de octubre de 1618-23 de mayo de 1623 falleció)
- Marco Antonio Gozzadini † (7 de junio de 1623-1 de septiembre de 1623 falleció)
- Francesco Cennini de' Salamandri † (2 de octubre de 1623-1643 renunció)
- Carlo Rossetti † (4 de mayo de 1643-23 de noviembre de 1681 falleció)
- Antonio Pignatelli di Spinazzola † (12 de enero de 1682-30 de septiembre de 1686 nombrado arzobispo de Nápoles; luego electo papa con el nombre de Inocencio XII)
- Giovanni Francesco Negroni † (7 de julio de 1687-antes del 11 de noviembre de 1697 renunció)
- Marcello Durazzo † (11 de noviembre de 1697-27 de abril de 1710 falleció)
- Giulio Piazza † (21 de julio de 1710-23 de abril de 1726 falleció)
- Tommaso Cervioni, O.S.A. † (3 de junio de 1726-7 de febrero de 1729 nombrado arzobispo de Lucca)
- Niccolò Maria Lomellino, C.R.S. † (7 de febrero de 1729-30 de octubre de 1742 falleció)
- Antonio Cantoni † (17 de diciembre de 1742-28 de septiembre de 1767 nombrado arzobispo de Ravena)
- Vitale Giuseppe de' Buoi † (28 de septiembre de 1767-28 de enero de 1787 falleció)
- Domenico Mancinforte, S.I. † (23 de abril de 1787-20 de febrero de 1805 falleció)
- Stefano Bonsignori † (18 de septiembre de 1807-23 de diciembre de 1826 falleció)[nota 4]
- Giovanni Niccolò Tanara † (21 de mayo de 1827-2 de julio de 1832 renunció[nota 5])
- Giovanni Benedetto Folicaldi † (2 de julio de 1832-28 de mayo de 1867 falleció)
  - Sede vacante (1867-1871)
- Angelo Pianori, O.F.M. † (27 de octubre de 1871-12 de abril de 1884 falleció)
- Gioacchino Cantagalli † (10 de noviembre de 1884-13 de agosto de 1912 falleció)[nota 6]
- Vincenzo Bacchi † (2 de diciembre de 1912-23 de enero de 1924 falleció)
- Ruggero Bovelli † (24 de marzo de 1924-4 de octubre de 1929 nombrado arzobispo de Ferrara)
- Antonio Scarante † (30 de junio de 1930-17 de diciembre de 1944 falleció)
- Giuseppe Battaglia † (17 de diciembre de 1944 por sucesión-31 de agosto de 1976 retirado)
- Marino Bergonzini † (31 de agosto de 1976 por sucesión-6 de agosto de 1982 retirado)
- Francesco Tarcisio Bertozzi † (6 de agosto de 1982-30 de septiembre de 1986 nombrado obispo de Faenza-Modigliana)

### Obispos de Modigliana

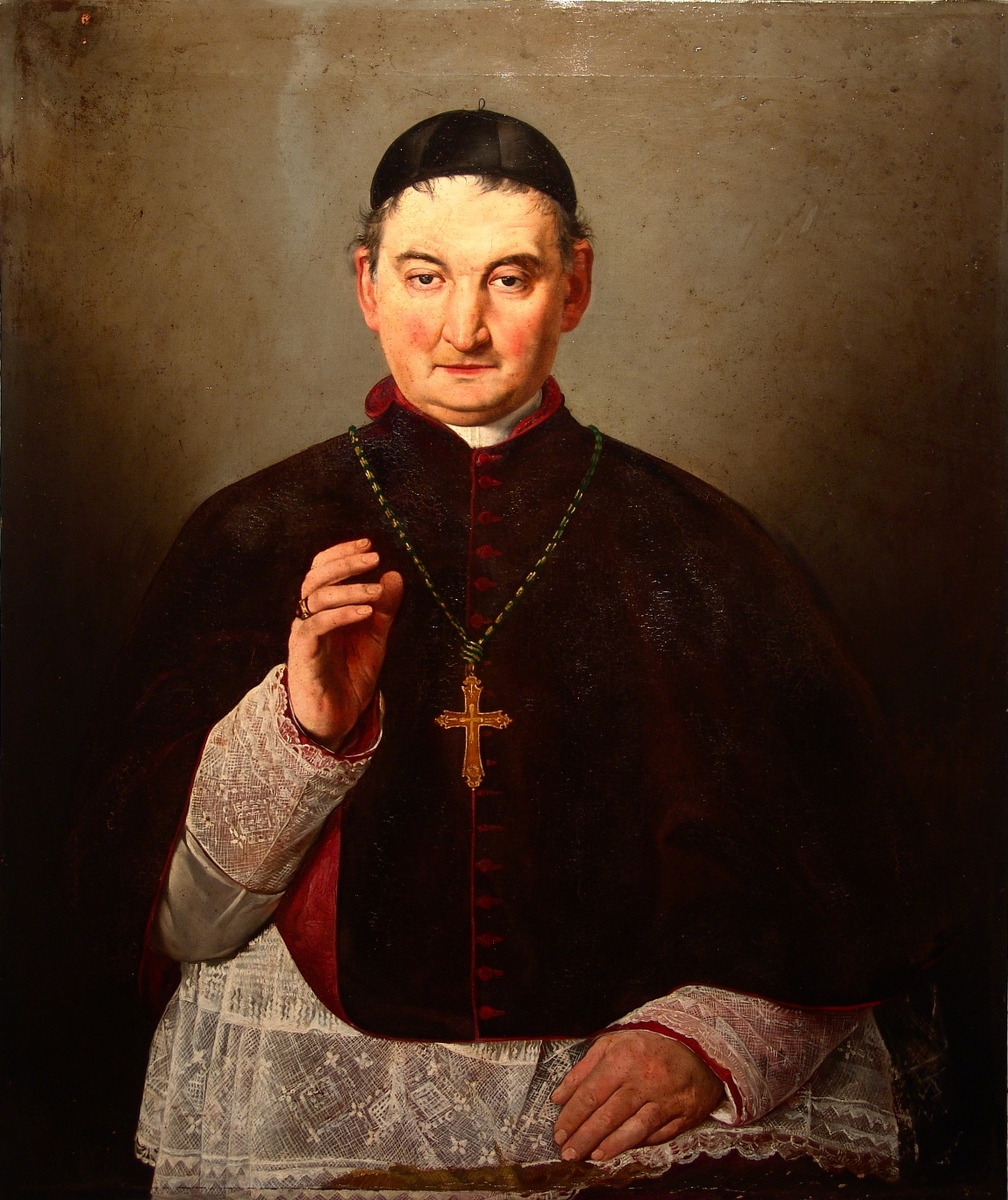
Retrato del primer obispo de Modigliana, Mario Melini

- Mario Melini † (19 de diciembre de 1853-9 de marzo de 1865 falleció)
  - Sede vacante (1865-1871)
- Leonardo Giannotti, O.F.M. † (22 de diciembre de 1871-17 de julio de 1895 falleció)
- Sante Mei † (29 de noviembre de 1895-16 de diciembre de 1907 renunció[nota 7])
- Luigi Capotosti † (8 de abril de 1908-8 de junio de 1914 nombrado secretario de la Congregación para el Culto Divino y la Disciplina de los Sacramentos)
- Ruggero Bovelli † (26 de julio de 1915-24 de marzo de 1924[22] nombrado obispo de Faenza)
- Ruggero Bovelli † (1 de mayo de 1924[23]-4 de octubre de 1929 nombrado arzobispo de Ferrara) (por segunda vez)
- Massimiliano Massimiliani † (30 de junio de 1931-30 de agosto de 1960 falleció)
- Antonio Ravagli † (30 de agosto de 1960 por sucesión-30 de abril de 1970 nombrado obispo auxiliar de Florencia[nota 8])[24]
- Marino Bergonzini † (5 de junio de 1970-6 de agosto de 1982 retirado)
- Francesco Tarcisio Bertozzi † (6 de agosto de 1982-30 de septiembre de 1986 nombrado obispo de Faenza-Modigliana)

### Obispos de Faenza-Modigliana
- Francesco Tarcisio Bertozzi † (30 de septiembre de 1986-16 de mayo de 1996 falleció)
- Benvenuto Italo Castellani (19 de abril de 1997-31 de mayo de 2003 nombrado arzobispo coadjutor de Lucca)
- Claudio Stagni (26 de abril de 2004-19 de enero de 2015 retirado)
- Mario Toso, S.D.B., desde el 19 de enero de 2015